# Jara gospoda
Jara gospoda je povest Janka Kersnika. Začela je izhajati leta 1893 v Ljubljanskem zvonu in je izšla v dvanajstih nadaljevanjih. Jezik v povesti je realističen. Glavna tema povesti je moralna trhlost trške inteligence. 

## Vsebina povesti
Dogajanje je postavljeno v vas Groblje, podeželski trg, kamor pride nov sodnik Andrej Vrbanoj, za katerega v krčmi pravijo, da je fin mož, za povrhu pa še neoženjen. Adjunkt Pavel in notar Valentin sodnika poznata še iz dijaških let. Pred 15 leti sta z Vrbanojem na nekem izletu doživela neljub dogodek v ljubezenski igri z učiteljico Orlovo Julko. Ljubosumen Andrej je napadel Pavla, ki je šel z Julko, ona pa je potem šla z drugim.
Novega sodnika vsi vaščani prijazno sprejmejo, posebno Pavel in Valentin. Novi sodnik Andrej se nastani v Kračevi gostilni, kjer streže Ančka - Kračeva rejenka. Mnogim je v zabavo, med drugimi se tudi Pavel rad šali z njo. Vendar pa mu ne pride niti na misel, da bi se z njo oženil, že zaradi njene izobraženosti. Novi sodnik se z Ančko čez pol leta poroči. Vendar zakon ni srečen. Pavel zaradi nekakšnega rivalstva z Andrejem začne osvajati Ančko. Ančka začne varati Vrbanoja, vendar pa on, zaradi prezaposlenosti, ne opazi. Iz anonimnega pisma, ki so ga spisale trške gospe, Andrej izve za ženino nezvestobo. Vrbanoj zapusti Ančko in Groblje, za tem pa Ančko zapusti tudi Pavel. 
Deset let kasneje je Pavel sodnik nekje na Štajerskem, Vrbanoj pa svetovalec v nekem manjšem mestu v okrožju. Zaradi prosjačenja pred Pavla pripeljejo izčrpano žensko, v kateri prepozna Ančko in se zave svoje krivde. Kljub vsemu jo po zakonu obsodi na tri dni zapora. Ančka po dveh dneh umre. Na pogreb gre samo Pavel.

## Analiza povesti
V povesti je predstavil podobo malomeščanstva. Malomeščanstvo opisuje kot zdolgočaseno, ravnodušno, zavistno in duševno revno. V ospredje povesti je postavil predvsem trške izobražence (sodnik, notar in adjunkt), s katerimi je hotel prikazati mlade, ki gredo študirat s kar najboljšimi nameni in veliko upanja, da bodo želeno izobrazbo dosegli, vendar se v novem svetu, v katerega so postavljeni, kmalu izgubijo in ostanejo brez volje za dosego ciljev, ki so si jih na začetku bili zadali. Obenem pa jih svet zabave povleče za seboj in jim takšen način življenja kaj kmalu postane vsakdanji. Povest kot kritika malomeščanstva, pa je po drugi strani tudi pripoved o nesrečnem koncu ljubezni, ki je povezana z zakonolomom in povzpetništvom.
Tako je Kersnik v povest vpeljal poetični realizem, za katerega je značilno, da prikazuje stvarnost takšno kot je, vendar hkrati vsebuje tudi idealne poglede na življenje. Pridevnik jara pomeni žito, ki se seje spomladi in zelo rado pozebe. Fraza jara gospoda pa označuje gospodo, ki se iz nizkega družbenega razreda povzpne do blagostanja, v navadah pa posnema meščane, pri čemer ni najbolj uspešna. 
Jara gospoda je začela izhajati leta 1893 v Ljubljanskem zvonu. Izšla je v dvanajstih nadaljevanjih. Med bralci je bila dobro sprejeta, saj je prejela pozitivne kritike, med domačini pa je bilo drugače, saj so zaradi resničnega ozadja povest prepoznali, kar je povzročilo precej razburjenja med njimi.

## Jara gospoda kot mladinsko delo
Jara gospoda bi lahko uvrstili med mladinska dela, saj v knjigi najdemo veliko tem, ki so povezana z mladino. V knjigi se poleg ljubezenskih zapletov srečamo tudi z življenjem mladih oseb ter njihovimi težavami, kar pritegne mladinske bralce k branju. Mladi bralci lahko skozi zgodbo spoznavajo preteklost, kako so v tistih časih živeli mladi in se spopadali s težavami. V knjigi je izpostavljeno predvsem življenje treh glavnih oseb: sodnika Andreja, točajke Ančke in adjunkta Pavla. Že kot mladi so morali oditi od doma, poleg tega sta Andrej in Ančka brez staršev in tako sta bila primorana poskrbeti za lastno preživetje. Danes vemo, da mladi dolgo živijo pri starših, preden se osamosvojijo, prav tako pa jih starši finančno podpirajo. Delo govori tudi o študiju in življenju ob njem, kako gre večina mladih študirat z velikimi upi, a jih veliko podleže svetu zabave in padejo v svet, katerega prej niso poznali; in ta svet je lahko za njih tudi poguben.
Jara gospoda ni le zgodba o življenju, ampak je tudi zgodba, polna ljubezenskih zapletov. Skozi celotno zgodbo sta v zaplete vpleteni glavni književni osebi, sodnik Andrej Vrbanoj in adjunkt Pavel. Prvi ljubezenski zaplet se zgodi na izletu z učiteljico Julko Orlovo, ki je všeč tako Andreju kot tudi Pavlu. Oba si želita njene pozornosti. Pavel hoče Andreju speljati Julko, ta pa ga zaradi svoje ljubosumnosti napade. Julka jima uide z drugim. Ta zaplet bi lahko primerjali z današnjim časom, saj se še danes dogajajo podobne stvari, ko fantje eden drugemu na različne načine speljujejo dekleta in velikokrat se na koncu zgodi, da se dekle ne odloči za nikogar.
V večjem delu zgodbe pa je predstavljen  trikotnik med Andrejem, Ančko in Pavlom. Andrej se kmalu po prihodu v Groblje zaljubi v Ančko in se z njo poroči. Njun zakon ni srečen, Andrej pa začne zahajati k Julki. Tako si Ančkino ranjeno srce želi tolažbe, ki pa jo poišče pri adjunktu Pavlu. Ko Andrej iz anonimnega pisma izve, da ga Ančka vara, jo zapusti, kmalu zatem pa jo zapusti tudi Pavel. Pisatelj hoče prikazati kakšne posledice lahko pusti nepremišljeni zakon, saj sta tako Andrej kot tudi Pavel Ančko zaradi svojih lastnih interesov socialno in tudi duševno uničila.

## Predstavitev glavnih oseb

### Andrej Vrbanoj
Zaposlen kot sodnik v Grobljah. Večina tamkajšnjih ljudi ga ima za nerodnega človeka. O nasprotnem spolu ne ve kaj dosti, zato se kaj kmalu poroči z Ančko. Glavni razlog njegove poroke je ugled, ki bi ga lahko kot poročen moški užival še več. Drugače velik, močan moški, s svojim resnim vedenjem daje vtis pomembne osebe. Andrej izhaja iz kmečkega stanu, ki pa se je s svojo izobrazbo povzpel nekoliko višje. Velja za naivnega človeka, ki se podreja predvsem javnemu mnenju.

### Pavel
Bil je Andrejev sošolec še iz dijaških let. Prikazan je kot resen, preračunljiv, a nekoliko preveč čustven človek, saj ga njegova čustvenost pripeljale do nenehnih sporov z Andrejem. Njegova preračunljivost se pokaže predvsem v odnosu do Ančke, saj v njej vidi možnost po maščevanju zoper Andreja. Ker zna ravnati z ženskami, si Ančko omisli kot ljubico in jo vseskozi zapeljuje, obenem pa mu je po godu, da se igra s sodnikovo ženo, vendar z zakonolomom Ančko pahne na socialno dno.

### Ančka
Je glavna ženska oseba v povesti. Je črnolasa, vitka deklica, živega vedenja. Ančki so v rosnih letih umrli starši, zato živi v Kračevi krčmi in je tako domača hči kot dekla, rejenka in točajka, saj je oče Krača njen daljni sorodnik. Ker prihaja iz nižjega stanu, je željna lepšega življenja, kar je tudi njen razlog za poroko z Andrejem, kar jo povzdigne višje po družbeni lestvici. Ančka se v svojem zakonu počuti zanemarjeno, kar jo pripelje do prešuštva s Pavlom.

## Zanimivosti
Po povesti je bil leta 1953 posnet tudi istoimenski film režiserja Bojana Stupice.